# África do Sul nos Jogos Olímpicos de Verão da Juventude de 2010
A África do Sul participou dos Jogos Olímpicos de Verão da Juventude de 2010 em Singapura. A delegação sul-africana foi composta de 62 atletas em 13 esportes.

## Medalhistas
| Medalha | Nome                                                   | Esporte   | Evento                       | Data         |
| ------- | ------------------------------------------------------ | --------- | ---------------------------- | ------------ |
| Ouro    | Chad le Clos                                           | Natação   | 200 m medley masculino       | 16 de agosto |
| Ouro    | Jacques Du Plessis                                     | Atletismo | Arremesso de disco masculino | 21 de agosto |
| Prata   | Chad le Clos                                           | Natação   | 400 m livre masculino        | 15 de agosto |
| Prata   | Chad le Clos                                           | Natação   | 100 m borboleta masculino    | 16 de agosto |
| Prata   | Chad le Clos                                           | Natação   | 200 m borboleta masculino    | 20 de agosto |
| Prata   | Ruan Greyling                                          | Atletismo | 400 m masculino              | 21 de agosto |
| Bronze  | Chad le Clos Murray McDougall Dylan Bosch Pierre Keune | Natação   | 4x100 m livre masculino      | 16 de agosto |
| Bronze  | Rudolph Pienaar                                        | Atletismo | Salto em distância masculino | 22 de agosto |

## Atletismo

### Feminino
| Evento                       | Atleta                                            | Qualificação | Qualificação | Final      | Final        |
| Evento                       | Atleta                                            | Resultado    | Posição      | Resultado  | Posição      |
| ---------------------------- | ------------------------------------------------- | ------------ | ------------ | ---------- | ------------ |
| 400 m feminino               | Izelle Neuhoff                                    | 55.01        | 7º (2º q2)   | 56.27      | 8º (Final A) |
| Revezamento feminino         | Izelle Neuhoff (como integrante da equipe África) |              |              | 2:06.19    | [ 4 ]        |
| 100 m com barreiras feminino | Kayla Gilbert                                     | 14.19        | 10º (3º q1)  | 14.03      | 2º (Final B) |
| Salto em distância feminino  | Maryke Brits                                      | 5.88         | 7º           | 5.71       | 8º (Final A) |
| Arremesso de disco feminino  | Simoné Meyer                                      | 48.03        | 2º           | 46.62      | 4º (Final A) |
| 1000 m feminino              | Thato Makhafola                                   | 2:52.92      | 11º (6º q2)  | 2:52.65    | 8º (Final A) |
| Salto triplo feminino        | Valentina da Rocha                                | Não largou   | --           | Não largou | -- (Final B) |

### Masculino
| Evento                         | Atleta                                           | Qualificação | Qualificação | Final        | Final        |
| Evento                         | Atleta                                           | Resultado    | Posição      | Resultado    | Posição      |
| ------------------------------ | ------------------------------------------------ | ------------ | ------------ | ------------ | ------------ |
| Lançamento de dardo masculino  | Dylan Jacobs                                     | 71.92        | 6º           | 72.33        | 4º (Final A) |
| Arremesso de peso masculino    | Frans Schutte                                    | 20.24        | 4º           | Sem marcação | -- (Final A) |
| Arremesso de disco masculino   | Jacques Du Plessis                               | 63.17        | 2º           | 63.94        | [ 20 ]       |
| Salto com vara masculino       | Migael Celliers                                  | 4.45         | 13º          | 4.60         | 1º (Final B) |
| 400 m masculino                | Ruan Greyling                                    | 47.60        | 5º (2º q4)   | 47.22        | [ 24 ]       |
| Revezamento masculino          | Ruan Greyling (como integrante da equipe África) |              |              | 1:53.45      | 4º           |
| Salto em distância masculino   | Rudolph Pienaar                                  | 7.28         | 6º           | 7.53         | [ 27 ]       |
| 400 m com barreiras masculino  | Schalke Burger                                   | 53.22        | 9º (4º q1)   | 52.39        | 1º (Final B) |
| 200 m masculino                | Siphelo Ngqabza                                  | 22.75        | 17º (2º q2)  | Não largou   | -- (Final C) |
| Arremesso de martelo masculino | Stiaan Minnie                                    | 62.31        | 13º          | 63.30        | 6º (Final B) |

## Basquetebol
Masculino:
| Elenco                                                          | Preliminares                                                                     | Preliminares | Classificação 17-20                            | Pos. final |
| Elenco                                                          | Grupo D                                                                          | Pos.         | Classificação 17-20                            | Pos. final |
| --------------------------------------------------------------- | -------------------------------------------------------------------------------- | ------------ | ---------------------------------------------- | ---------- |
| Duke Lazarus Justin Paton Nkosinathi Festile Siyabonga Mahlinza | Ilhas Virgens Americanas D 12-28 Espanha D 5-33 Croácia D 4-33 Filipinas D 12-26 | 5º           | Singapura D 12-21 Índia D 11-27 Panamá V 21-13 | 19º        |

## Canoagem
| Evento                  | Atleta       | Tomada de tempo | Tomada de tempo | 1ª rodada                                   | Repescagem                                      | Oitavas-de-final                         | Quartas-de-final                       | Semi-finais        | Final              | Pos. final  |
| Evento                  | Atleta       | Resultado       | Pos.            | Oponente Resultado                          | Oponente Resultado                              | Oponente Resultado                       | Oponente Resultado                     | Oponente Resultado | Oponente Resultado | Pos. final  |
| ----------------------- | ------------ | --------------- | --------------- | ------------------------------------------- | ----------------------------------------------- | ---------------------------------------- | -------------------------------------- | ------------------ | ------------------ | ----------- |
| Velocidade K1 masculino | Luke Stowman | 1:40.34         | 18º             | UKR Vasyl Zelnychenko D 1:39.46 (bat. 6)    | STP Vanderley C. de A. Silva V 1:40.35 (rep. 5) | Não avançou                              | Não avançou                            | Não avançou        | Não avançou        | Não avançou |
| Slalom K1 masculino     | Luke Stowman | 1:44.58         | 14º             | ESP Íñigo Garcia D 1:54.67 (bat. 8)         | BLR Andrew Tsarykovich V 1:42.91 (rep. 3)       | AUS Scott Smith D 1:46.22 (bat. 4)       | Não avançou                            | Não avançou        | Não avançou        | Não avançou |
| Velocidade K1 feminino  | Kerry Segal  | 1:47.11         | 11º             | POR Christina Pedroso V 1:45.66 (bat. 10)   | --                                              | POR Christina Pedroso V 1:46.38 (bat. 7) | HUN Ramóna Farkasdi D 1:52.97 (bat. 1) | Não avançou        | Não avançou        | Não avançou |
| Slalom K1 feminino      | Kerry Segal  | 2:03.42         | 20º             | CAN Jazmyne Denhollander D 2:01.86 (bat. 4) | CHN Jieyi Huang D 1:59.67 (rep. 4)              | Não avançou                              | Não avançou                            | Não avançou        | Não avançou        | Não avançou |

## Ciclismo
| Equipe          | Prova                     | Corta-mato | Corta-mato | Contra-relógio | Contra-relógio | BMX  | BMX   | Estrada masculino* | Pontos | Pos. final |
| Equipe          | Prova                     | Fem.       | Masc.      | Fem.           | Masc.          | Fem. | Masc. | Estrada masculino* | Pontos | Pos. final |
| --------------- | ------------------------- | ---------- | ---------- | -------------- | -------------- | ---- | ----- | ------------------ | ------ | ---------- |
| Jayde Julius    | Equipes mistas combinadas |            |            |                | 30             |      |       | 30                 | 296    | 14º        |
| Luke Roberts    | Equipes mistas combinadas |            | 72         |                |                |      |       | 72                 | 296    | 14º        |
| Lunga Mkhize    | Equipes mistas combinadas |            |            |                |                |      | 72    | Não completou      | 296    | 14º        |
| Teagan O'Keeffe | Equipes mistas combinadas | 40         |            | 40             |                | 12   |       |                    | 296    | 14º        |

*Na prova de estrada apenas a melhor pontuação foi considerada.

## Esgrima
| Atleta         | Evento                     | Qualificação | Qualificação | Oitavas-de-final           | Quartas-de-final   | Semifinais         | Final              | Pos. final |
| Atleta         | Evento                     | Oponente Resultado | Pos.         | Oponente Resultado         | Oponente Resultado | Oponente Resultado | Oponente Resultado | Pos. final |
| -------------- | -------------------------- | --- | ------------ | -------------------------- | ------------------ | ------------------ | ------------------ | ---------- |
| Wanda Matshaya | Espada individual feminino | ROU Amalia Tataran D 3-5 RUS Yulia Bakhareva D 1-5 KOR Hye Won Lee D 2-5 ARG Clara Isabel Di Tella D 3-5 GBR Amy Radford V 5-4 | 11º          | ROU Amalia Tataran D 10-15 | Não avançou        | Não avançou        | Não avançou        | 11º        |

| Atleta                                            | Evento         | Oitavas-de-final          | Quartas-de-final   | Semifinais         | Final              | Pos. final |
| Atleta                                            | Evento         | Oponente Resultado        | Oponente Resultado | Oponente Resultado | Oponente Resultado | Pos. final |
| ------------------------------------------------- | -------------- | ------------------------- | ------------------ | ------------------ | ------------------ | ---------- |
| Wanda Matshaya (como integrante da equipe África) | Equipes mistas | Equipe Américas 2 D 25-28 | Não avançou        | Não avançou        | Não avançou        | 9º         |

## Ginástica

### Ginástica artística
| Atleta          | Evento                       | Qualificação | Qualificação | Final por aparelhos | Final por aparelhos | Final individual geral | Final individual geral | Final individual geral | Final individual geral | Final individual geral | Final individual geral | Final individual geral | Final individual geral | Final individual geral | Final individual geral |
| Atleta          | Evento                       | Result.      | Pos.         | Result.             | Pos.                | Barras assimétricas    | Trave                  | Solo                   | Salto                  | Cavalo com alças       | Argolas                | Barras paralelas       | Barra fixa             | Total                  | Pos.                   |
| --------------- | ---------------------------- | ------------ | ------------ | ------------------- | ------------------- | ---------------------- | ---------------------- | ---------------------- | ---------------------- | ---------------------- | ---------------------- | ---------------------- | ---------------------- | ---------------------- | ---------------------- |
| Claudia Cummins | Salto feminino               | 13.100       | 27º          | Não avançou         | Não avançou         |                        |                        |                        |                        |                        |                        |                        |                        |                        |                        |
| Claudia Cummins | Barras assimétricas feminino | 11.200       | 28º          | Não avançou         | Não avançou         |                        |                        |                        |                        |                        |                        |                        |                        |                        |                        |
| Claudia Cummins | Trave feminino               | 11.900       | 34º          | Não avançou         | Não avançou         |                        |                        |                        |                        |                        |                        |                        |                        |                        |                        |
| Claudia Cummins | Solo feminino                | 12.800       | 12º          | Não avançou         | Não avançou         |                        |                        |                        |                        |                        |                        |                        |                        |                        |                        |
| Claudia Cummins | Individual geral feminino    | 49.000       | 27º          |                     |                     | Não avançou            | Não avançou            | Não avançou            | Não avançou            |                        |                        |                        |                        | Não avançou            | Não avançou            |
| Ryan Patterson  | Solo masculino               | 12.800       | 31º          | Não avançou         | Não avançou         |                        |                        |                        |                        |                        |                        |                        |                        |                        |                        |
| Ryan Patterson  | Cavalo com alças masculino   | 11.350       | 35º          | Não avançou         | Não avançou         |                        |                        |                        |                        |                        |                        |                        |                        |                        |                        |
| Ryan Patterson  | Argolas masculino            | 12.850       | 29º          | Não avançou         | Não avançou         |                        |                        |                        |                        |                        |                        |                        |                        |                        |                        |
| Ryan Patterson  | Salto masculino              | 14.700       | 32º          | Não avançou         | Não avançou         |                        |                        |                        |                        |                        |                        |                        |                        |                        |                        |
| Ryan Patterson  | Barras paralelas masculino   | 13.050       | 23º          | Não avançou         | Não avançou         |                        |                        |                        |                        |                        |                        |                        |                        |                        |                        |
| Ryan Patterson  | Barra fixa masculino         | 12.950       | 26º          | Não avançou         | Não avançou         |                        |                        |                        |                        |                        |                        |                        |                        |                        |                        |
| Ryan Patterson  | Individual geral masculino   | 77.700       | 33º          |                     |                     |                        |                        | Não avançou            | Não avançou            | Não avançou            | Não avançou            | Não avançou            | Não avançou            | Não avançou            | Não avançou            |

### Ginástica rítmica
| Atleta           | Evento           | Qualificação | Qualificação | Qualificação | Qualificação | Qualificação | Qualificação | Final       | Final       | Final       | Final       | Final       | Final       |
| Atleta           | Evento           | Corda        | Arco         | Maças        | Fita         | Total        | Pos.         | Corda       | Arco        | Maças       | Fita        | Total       | Pos. final  |
| ---------------- | ---------------- | ------------ | ------------ | ------------ | ------------ | ------------ | ------------ | ----------- | ----------- | ----------- | ----------- | ----------- | ----------- |
| Aimee van Rooyen | Individual geral | 20.450       | 20.850       | 20.350       | 21.250       | 82.900       | 14º          | Não avançou | Não avançou | Não avançou | Não avançou | Não avançou | Não avançou |

### Ginástica de trampolim
| Atleta            | Evento    | Qualificação | Qualificação | Final       | Final       |
| Atleta            | Evento    | Result.      | Pos.         | Result.     | Pos.        |
| ----------------- | --------- | ------------ | ------------ | ----------- | ----------- |
| Iolanthea Louw    | Feminino  | 40.700       | 11º          | Não avançou | Não avançou |
| Reinhard Huisamen | Masculino | 28.100       | 12º          | Não avançou | Não avançou |

## Halterofilismo
| Evento              | Atleta             | Peso corporal (kg) | Arranque (kg) | Arranque (kg) | Arranque (kg) | Arranque (kg) | Arremesso (kg) | Arremesso (kg) | Arremesso (kg) | Arremesso (kg) | Total (kg) | Pos. final |
| Evento              | Atleta             | Peso corporal (kg) | 1             | 2             | 3             | Res.          | 1              | 2              | 3              | Res.           | Total (kg) | Pos. final |
| ------------------- | ------------------ | ------------------ | ------------- | ------------- | ------------- | ------------- | -------------- | -------------- | -------------- | -------------- | ---------- | ---------- |
| Até 56 kg masculino | Phello John Ramela | 55,76              | 85            | 90            | 90            | 85            | 100            | 105            | 105            | 100            | 185        | 10º        |

## Hipismo
| Atleta                                               | Cavalo               | Evento            | Preliminares | Preliminares | Preliminares | Preliminares | Preliminares | Preliminares | Final  | Final  | Pos. final        |
| Atleta                                               | Cavalo               | Evento            | Rodada A     | Rodada A     | Rodada B     | Rodada B     | Rodada B     | Total A+B    | Penal. | Tempo  | Pos. final        |
| Atleta                                               | Cavalo               | Evento            | Penal. salto | Pos.         | Penal. salto | Penal. tempo | Total B      | Total A+B    | Penal. | Tempo  | Pos. final        |
| ---------------------------------------------------- | -------------------- | ----------------- | ------------ | ------------ | ------------ | ------------ | ------------ | ------------ | ------ | ------ | ----------------- |
| Samantha McIntosh                                    | Little Miss Sunshine | Saltos individual | 0            | 1º           | 4            | 0            | 4            | 4            | 0      | 40.32  | 4º                |
| Samantha McIntosh (como integrante da equipe África) | Little Miss Sunshine | Saltos por equipe | 4            | 1º           | 4            | 0            | 4            | 8            | 24     | 157.46 | Medalha de bronze |

## Hóquei sobre a grama
Feminino:
| Elenco | Preliminares                                                                               | Preliminares | Disputa pelo 5º lugar | Pos. final |
| Elenco | Grupo único                                                                                | Pos.         | Disputa pelo 5º lugar | Pos. final |
| --- | ------------------------------------------------------------------------------------------ | ------------ | --------------------- | ---------- |
| Bronwyn Kretzmann, Charne von Biljon, Elan-Margo van Vught, Hlubizaki Sipamla, Jacinta Jubb, Jenna-Leigh du Preez, Keisha Arnolds, Kristy Ann Gibbings, Phumelela Mbande, Quanita Bobbs, Sarah Ive, Sinethemba Zungu, Stephanie Baxter, Tiffany Jones, Toni-Leigh van Niekerk, Zimisele Shange | Argentina D 0-7 Países Baixos D 0-13 Coreia do Sul D 1-3 Nova Zelândia D 0-4 Irlanda D 0-1 | 6º           | Irlanda D 1-3         | 6º         |

## Lutas
| Atleta          | Evento                           | Preliminares                      | Preliminares                             | Preliminares               | Preliminares | Disputa do 7º lugar             | Pos. final |
| Atleta          | Evento                           | 1ª rodada                         | 2ª rodada                                | 3ª rodada                  | Pos.         | Oponente Resultado              | Pos. final |
| Atleta          | Evento                           | Oponente Resultado                | Oponente Resultado                       | Oponente Resultado         | Pos.         | Oponente Resultado              | Pos. final |
| --------------- | -------------------------------- | --------------------------------- | ---------------------------------------- | -------------------------- | ------------ | ------------------------------- | ---------- |
| Andries Schutte | Livre até 100 kg masculino       | CAN Parmvir Dhesi D 0-3           | CUB Abraham de Jesus Conyedo Ruano D 1-3 | IND Satywart Kadian D 1-3  | 4º           | ASA Manuolefoaga Sualevai V 3-0 | 7º         |
| Leonard Gregory | Greco-romana até 58 kg masculino | MEX Pedro Ramirez Camarillo D 1-3 | UKR Olexandr Lytvynov D 1-3              | RUS Artur Suleymanov D 0-4 | 4º           | Não houve                       | 7º         |

## Natação

### Feminino
| Atleta                                                     | Prova                   | Elims.  | Elims.      | Semifinal   | Semifinal    | Final       | Final       |
| Atleta                                                     | Prova                   | Tempo   | Pos.        | Tempo       | Pos.         | Tempo       | Pos.        |
| ---------------------------------------------------------- | ----------------------- | ------- | ----------- | ----------- | ------------ | ----------- | ----------- |
| Kyla Ferreira                                              | 100 m livre feminino    | 59.20   | 27º (4º q4) | Não avançou | Não avançou  | Não avançou | Não avançou |
| Kyla Ferreira                                              | 200 m livre feminino    | 2:11.21 | 34º (7º q4) |             |              | Não avançou | Não avançou |
| Natasha de Vos                                             | 400 m livre feminino    | 4:33.68 | 21º (6º q3) |             |              | Não avançou | Não avançou |
| Natasha de Vos                                             | 200 m costas feminino   | 2:19.03 | 16º (5º q2) |             |              | Não avançou | Não avançou |
| Oneida Cooper                                              | 100 m costas feminino   | 1:06.05 | 21º (2º q2) |             |              | Não avançou | Não avançou |
| Oneida Cooper                                              | 200 m medley feminino   | 2:27.82 | 19º (6º q4) |             |              | Não avançou | Não avançou |
| Taryn Mackenzie                                            | 50 m peito feminino     | 33.51   | 14º (4º q2) | 33.47       | 12º (6º sf1) | Não avançou | Não avançou |
| Taryn Mackenzie                                            | 100 m peito feminino    | 1:13.46 | 16º (1º q2) | 1:13.46     | 16º (8º sf1) | Não avançou | Não avançou |
| Taryn Mackenzie                                            | 200 m peito feminino    | 2:39.33 | 13º (6º q2) |             |              | Não avançou | Não avançou |
| Kyla Ferreira Natasha de Vos Oneida Cooper Taryn Mackenzie | 4x100 m livre feminino  | 4:02.12 | 9º (5º q2)  |             |              | Não avançou | Não avançou |
| Kyla Ferreira Natasha de Vos Oneida Cooper Taryn Mackenzie | 4x100 m medley feminino | 4:24.41 | 7º (4º q1)  |             |              | 4:23.52     | 6º          |

### Masculino
| Atleta                                                 | Prova                     | Elims.  | Elims.      | Semifinal   | Semifinal   | Final       | Final             |
| Atleta                                                 | Prova                     | Tempo   | Pos.        | Tempo       | Pos.        | Tempo       | Pos.              |
| ------------------------------------------------------ | ------------------------- | ------- | ----------- | ----------- | ----------- | ----------- | ----------------- |
| Chad le Clos                                           | 200 m livre masculino     | 1:52.10 | 9º (1º q6)  |             |             | Não avançou | Não avançou       |
| Chad le Clos                                           | 400 m livre masculino     | 3:58.08 | 6º (3º q4)  |             |             | 3:51.37     | Medalha de prata  |
| Chad le Clos                                           | 100 m borboleta masculino | 54.93   | 10º (3º q5) | 53.67       | 2º (1º sf1) | 53.31       | Medalha de prata  |
| Chad le Clos                                           | 200 m borboleta masculino | 2:02.07 | 6º (2º q2)  |             |             | 1:56.85     | Medalha de prata  |
| Chad le Clos                                           | 200 m medley masculino    | 2:03.12 | 2º (1º q4)  |             |             | 2:00.68     | Medalha de ouro   |
| Dylan Bosch                                            | 200 m medley masculino    | 2:03.20 | 3º (2º q4)  |             |             | 2:02.59     | Medalha de bronze |
| Murray McDougall                                       | 50 m borboleta masculino  | 25.55   | 8º (3º q1)  | 25.24       | 8º (4º sf1) | 25.22       | 7º                |
| Murray McDougall                                       | 100 m costas masculino    | 57.43   | 6º (3º q4)  | 56.67       | 4º (3º sf1) | 56.68       | 5º                |
| Pierre Keune                                           | 100 m livre masculino     | 52.94   | 32º (3º q3) | Não avançou | Não avançou | Não avançou | Não avançou       |
| Chad le Clos Dylan Bosch Murray McDougall Pierre Keune | 4x100 m livre masculino   | 3:26.98 | 2º (2º q2)  |             |             | 3:24.66     | Medalha de bronze |
| Chad le Clos Dylan Bosch Murray McDougall Pierre Keune | 4x100 m medley masculino  | 3:48.89 | 6º (3º qA)  |             |             | 3:45.80     | 6º                |

### Misto
| Atleta                                                     | Prova                | Elims.  | Elims.      | Semifinal | Semifinal | Final       | Final       |
| Atleta                                                     | Prova                | Tempo   | Pos.        | Tempo     | Pos.      | Tempo       | Pos.        |
| ---------------------------------------------------------- | -------------------- | ------- | ----------- | --------- | --------- | ----------- | ----------- |
| Kyla Ferreira Natasha de Vos Murray McDougall Pierre Keune | 4x100 m livre misto  | 3:43.85 | 13º (5º q2) |           |           | Não avançou | Não avançou |
| Chad le Clos Dylan Bosch Kyla Ferreira Oneida Cooper       | 4x100 m medley misto | 4:06.14 | 9º (5º q2)  |           |           | Não avançou | Não avançou |

## Remo
| Atleta                        | Prova             | Elim.   | Elim.      | Repescagem | Repescagem | Semifinais | Semifinais    | Final   | Final        |
| Atleta                        | Prova             | Tempo   | Pos.       | Tempo      | Pos.       | Tempo      | Pos.          | Tempo   | Pos.         |
| ----------------------------- | ----------------- | ------- | ---------- | ---------- | ---------- | ---------- | ------------- | ------- | ------------ |
| Akane Makamu Juliet Donaldson | Dois sem feminino | 3:49.14 | 4º(bat. 2) | 4:03.86    | 3º         | 4:00.80    | 6º (sf A/B 2) | 3:51.35 | 6º (Final B) |

## Triatlo
| Evento               | Triatleta                                          | Natação | Transição 1 | Ciclismo | Transição 2 | Corrida | Tempo total | Pos. |
| -------------------- | -------------------------------------------------- | ------- | ----------- | -------- | ----------- | ------- | ----------- | ---- |
| Individual masculino | Wian Sullwald                                      | 9:19    | 0:31        | 29:22    | 0:26        | 16:48   | 56:26.68    | 8º   |
| Revezamento misto    | Wian Sullwald (como integrantes da equipe Mundo 1) |         |             |          |             |         | 1:23:37.79  | 9º   |